# Hugo II de Sundgau
 Hugo II, el hijo mayor de Liutfrid III, sucede a su padre en 866 en sus posesiones alsacianas; era miembro de la línea de los Liutfriden, una rama de la familia noble de los Eticónidas.

## Biografía
Uno de los  hijos de Liutfrid III se llama Hugo, al igual que su abuelo paterno. Su campo de acción fue mucho más restringido que el de su padre. Hugo aparece solamente en Alsacia, el país de origen en el que la familia todavía tenía lazos, tal como se muestra en varias ocasiones. En 853, el welfo Conrado, yerno de Hugo de Tours, había querido establecerse en esta región pretendiendo que la abadía de Saint-Denis le otorgara en  precariedad  el priorato de Lièpvre, pero la oposición de los monjes de Saint-Denis había frustrado este proyecto. Por otra parte, la emperatriz Ermengardis, hermana de Liutfrid III, había fundado hacia 849 en Erstein, en su dote, una abadía de mujeres. El mismo Lotario II tenía una residencia en Alsacia: el palacio de Kircheim, cerca de Marlenheim. Y cuando ve fallar sus tentativas para hacer reconocer su matrimonio con su concubina y legitimar así a su hijo Hugo, nombró a este último, en 867, duque de Alsacia, resucitando así el ducado que habían controlado sus antepasados del lado materno.
Uno de los primeros actos del conde Hugo, hijo de Liutfrid III, concierne a la abadía de Münster-Granfelden; con toda probabilidad, Liutfrid III había sido abad laico y al morir dejó este cargo a su hijo. Münster-Granfelden se encuentra en el Sornegau, incluido a su vez en el antiguo ducado de Alsacia. El monasterio había sido fundado unos dos siglos antes con la ayuda del duque de Alsacia, Gundoin. Se le concede especial interés debido a su posición geográfica en la ruta más directa que llevaba de Basilea hacia Italia pasando por el Gran San Bernardo. Hugo tomó una medida destinada a atraerse el reconocimiento de los monjes: hizo confirmar por Lotario II, el 19 de marzo de 866, la consistencia de la mensa conventual. Así los monjes no dependerían ya de la buena voluntad del abad laico para las necesidades de la vida diaria y la celebración del culto.
Cuando Lotario II murió, aún joven, el 8 de agosto de 869, Carlos el Calvo intentó apoderarse de la totalidad de su reino. Varios grandes lo reconocieron como soberano, pero dos grandes laicos que se encontraban entonces en Alsacia, a saber Hugo y uno llamado Bernard, hijo de Bernard, observaron una reserva prudente y no fueron a rendirle homenaje. Al respecto, el propio Carlos el Calvo fue a Alsacia y Hugo y Bernard le ofrecieron su sumisión. El éxito de Carlos el Calvo fue totalmente efímero, ya que Luis el Germánico reaccionó. Los dos soberanos se entendieron en agosto de 870 y partieron el reino de Lotario II en el Tratado de Meerssen. Alsacia cayó bajo el control de Luis el Germánico.
Hecho importante para los Eticónidas: Hugo, el duque de Alsacia, hijo de Lotario II, todavía un niño, no había sido reconocido por ninguno de los dos soberanos y había perdido su ducado.
En lugar del antiguo pagus Alsacensis, hay ahora dos condados, el del Norte que será llamado Nordgau o Baja Alsacia y el del Sur que se llamará Sundgau o Alta Alsacia. Hugo, que había reconocido a Carlos el Calvo en 869, probablemente fuera conde de Sundgau.
El conde Hugo murió antes del 20 de septiembre de 884.